# محمدناصر ضیائی
محمدناصر ضیائی (زاده ۹ دی ۱۳۲۵ – درگذشته ۱۹ دی ۱۳۸۷) امام جمعه پاوه بود.

## خانواده
جدش حاج عوض پاوه از شاگردان شیخ عثمان سراج‌الدین تویلی است و کرامات و خوارقی به وی منسوب است. پدر او محمد زاهد ضیایی پاوه‌ای فرزند ملا صلاح الدین پاوه ای (نوه حاج عوض پاوه) در آن زمان از علمای مشهور و مفتیان منطقه به‌شمار می‌رفت. مادر ایشان خاتون معصومه بنت شیخ نصرالدین خالصی پاوه می‌باشند.
وی برادر ملا محمد طاهر ضیائی از فعالان اهل سنت کرمانشاه و عضو هیئت امنای مسجد سنی‌های کرمانشاه (مرگ ۱۴ مهر ۱۳۸۴ در شهر کرمانشاه)، مهندس محمد باقر ضیایی از فعالان کرد و اهل سنت تهران، محمد فاروق ضیایی مدیر صندوق خیریه امام شافعی پاوه و دکتر محمد عادل ضیایی مدیر کرسی فقه شافعی دانشگاه مذاهب اسلامی می‌باشد.
محمد ناصر داماد شیخ عبدالملک نقشبندی فرزند ارشد شیخ محمدعثمان سراج‌الدین دوم بود.

## تحصیل
محمّد ناصر، قرآن و دروس مقدّماتی را در محضر پدر آموخت و همزمان به تحصیل در مدرسه پرداخت. پس از آن همّت خود را صرف ادامه تحصیل علوم دینی کرد و مدّت شش ماه نیز به مرادآبادِ روانسر رفت و نزد استاد شیخ محمدسعید نقشبندی به تلمّذ پرداخت.او سپس به پاوه بازگشت و پس از مدّتی تحصیلات خود را در کلاس پدر با موفقیت به اتمام رساند و فارغ‌التّحصیل شد.
در سالهای آغازین دهه پنجاه، در شهرهای پاوه و همچنین مرکز ارشاد و تبلیغ درود جشن عمامه‌گذاری اخذ عمامه و عبا از دست شیخ محمدعثمان سراج‌الدین دوم برای ماموستا محمّدناصر برگزار شد.
ملا محمّدناصر در سال ۱۳۵۱ شمسی در آزمون اخذ اجازه افتا و تدریس که در آن زمان ماموستا ملا خالد مفتی و حاج سیّد محمّد شیخ الاسلام متولّی برگزاری آن بودند شرکت کرد اجازه افتا و تدریس به وی اعطا شد.

شیخ عبدالملک ضیایی سراج الدینی و محمدناصر ضیائی و محمد باقر ضیایی

## فعالیت‌های علمی، فرهنگی و اجتماعی
ماموستا ضیایی در سال ۱۳۵۴ به اشاره پدرش رسماً امام جمعه پاوه شد و بر مسند پدر تکیه زد. در همان سال به دعوت تنی چند از معلّمین به ویژه محمّد عزیز صالحی به تدریس در مدارس پاوه پرداخت.
دکتر ضیایی، چند سالی در دانشگاه زاهدان به تحصیل پرداخت و سپس در سال ۱۳۶۷ شمسی با امتیاز عالی مدرک دکتری الهیات دانشگاه تهران را دریافت کرد.
ماموستا ناصر در حجره ی مسجد جامع پاوه نیز مدرس علوم دینی و ادبیات عربی بود.

## فوت
دکتر محمّد ناصر ضیایی سرانجام در شامگاه جمعه نوزدهم دی ماه ۱۳۸۷ در سن ۶۲ سالگی در تهران درگذشت.
آئین مجلس ختم وی در شهرهای پاوه، کرمانشاه، سنندج، درود سرو آباد، سلیمانیه عراق، تهران و استانبول با حضور علمای طراز اول و فعالان عرصه‌های اجتماعی، فرهنگی و سیاسی و… برگزار گردید.

## آثار
از این دانشی مرد حاشیه‌هایی بر برخی از کتب علمی، و همچنین تفسیری فارسی قرآن کریم بر جای مانده‌است.

## وصیت‌نامه
ترجمه بخشی از وصیت‌نامه استاد که به زبان عربی نوشته شده‌است:
«... محبّین خویش را بعد از خود وصیت می‌کنم که مرتکب هیچ خلاف و بدعت و منکَری از بدعتها و منکرات نشوند، و دوستان را به پیروی حضرت سیّدالمرسلین و مهترین بشارت دهندگان و منذرین سرور ما محمّد ـ علیه افضل الصلاة و السّلام ـ توصیه می‌کنم، و نیز آنان را سفارش می‌کنم به پیروی از محاسن پدر و جدّ خویش در چنگ زدن به شریعت غرّا و اهتمام در پیروی از آنچه پیامبر اکرم (ص) آورده… و ایشان را وصیت می‌کنم به نماز خواندنِ بسیار و روزه گرفتن فراوان و کثرتِ احسان، و همنشینی با اهل سعادت و نیک‌بختی و وفا و دین‌ورزی و اصحابِ صفا؛ و توصیه می‌کنم به حُسنِ ادب و بزرگداشت مهتران و بزرگترها و ترحّم به کهتران و کودکان…».